# Mieminger Straße
De Mieminger Straße (B 189) is een Oostenrijkse weg die over een lengte van 35,4 kilometer loopt van Telfs over het Mieminger Plateau en de Holzleithensattel naar Nassereith, waar de weg aansluit op de B 179. De weg loopt vervolgens via Tarrenz verder naar Imst.
De kruispunten met de B 179 en de B 171 bij Imst zijn ongelijkvloers.

## Geschiedenis
De Imst-Nassereither Straße werd vanaf 8 juli 1921 tot de Anschluss in 1938 als B 72 aangeduid. Na de Anschluss werd deze weg tot 1945 onderdeel van de Rijksweg 24.
De Reuttener Straße werd vanaf 8 juli 1921 als B 68 aangeduid. Na de Anschluss in 1938 maakte het tot 1945 onderdeel uit van de Rijksweg 309.
B1 · 
B2 · 
B3 · 
B4 · 
B5 · 
B6 · 
B7 · 
B8 · 
B9 · 
B10 · 
B11 · 
B12 · 
B13 · 
B14 · 
B15 · 
B16 · 
B17 · 
B18 · 
B19 · 
B20 ·  
B21 · 
B22 · 
B23 · 
B24 · 
B25 · 
B26 · 
B27 · 
B28 · 
B29 · 
B30 · 
B31 · 
B32 · 
B33 · 
B34 · 
B35 · 
B36 · 
B37 · 
B38 · 
B39 · 
B40 · 
B41 · 
B42 · 
B43 · 
B44 · 
B45 · 
B46 · 
B47 · 
B48 · 
B49 · 
B50 · 
B51 · 
B52 · 
B53 · 
B54 · 
B55 · 
B56 · 
B57 · 
B58 · 
B59 · 
B60 · 
B61 · 
B62 · 
B63 · 
B64 · 
B65 · 
B66 · 
B67 · 
B68 · 
B69 · 
B70 · 
B71 · 
B72 · 
B73 · 
B74 · 
B75 · 
B76 · 
B77 · 
B78 · 
B79 · 
B80 · 
B81 · 
B82 · 
B83 · 
B84 · 
B85 · 
B86 · 
B87 · 
B88 · 
B89 · 
B90 · 
B91 · 
B92 · 
B93 · 
B94 · 
B95 · 
B96 · 
B97 · 
B98 · 
B99 · 
B100 · 
B105 · 
B106 · 
B107 · 
B108 · 
B109 · 
B110 · 
B111 · 
B113 · 
B114 · 
B115 · 
B116 · 
B117 · 
B119 · 
B120 · 
B121 · 
B122 · 
B123 · 
B124 · 
B125 · 
B126 · 
B127 · 
B129 · 
B130 · 
B131 · 
B132 · 
B133 · 
B134 · 
B135 · 
B136 · 
B137 · 
B138 · 
B139 · 
B140 · 
B141 · 
B142 · 
B143 · 
B144 · 
B145 · 
B146 · 
B147 · 
B148 · 
B149 · 
B150 · 
B151 · 
B152 · 
B153 · 
B154 · 
B155 · 
B156 · 
B158 · 
B159 · 
B160 · 
B161 · 
B162 · 
B163 · 
B164 · 
B165 · 
B166 · 
B167 · 
B168 · 
B169 · 
B170 · 
B171 · 
B172 · 
B173 · 
B174 · 
B175 · 
B176 · 
B177 · 
B178 · 
B179 · 
B180 · 
B181 · 
B182 · 
B183 · 
B184 · 
B185 · 
B186 · 
B187 · 
B188 · 
B189 · 
B190 · 
B191 · 
B192 · 
B193 · 
B197 · 
B198 · 
B199 · 
B200 · 
B201 · 
B202 · 
B203 · 
B204 · 
B205 · 
B209 · 
B210 · 
B211 · 
B212 · 
B213 · 
B214 · 
B215 · 
B216 · 
B217 · 
B218 · 
B219 · 
B220 · 
B221 · 
B222 · 
B223 · 
B224 · 
B225 · 
B226 · 
B227 · 
B228 · 
B229 · 
B230 · 
B303 · 
B305 · 
B309 · 
B310 · 
B311 · 
B316 · 
B317 · 
B319 · 
B320